# 最上川橋梁
最上川橋梁（もがみがわきょうりょう）は、山形県内の鉄道に存在する鉄道橋である。3ヵ所に存在し、いずれも橋の名称である最上川に架かる。本項では、山形鉄道フラワー長井線及び東日本旅客鉄道（JR東日本）左沢線に設置された2橋について述べる。
両最上川橋梁は日本最古の現役鉄道橋として知られ、「明治時代の全錬鉄製ダブルワーレントラス橋で国内最古の現役鉄道橋であり歴史的に貴重な土木遺産」として、双方が2008年（平成20年）に土木学会選奨土木遺産に選奨された。翌年の2009年には、双方が「大量輸送を支えるため近代化・国産技術化が急がれた鉄橋・鋼橋の歩みを物語る」として経済産業省から近代化産業遺産としても選定された。
これらの二つの橋は、それらの生い立ちから「双子橋」としても親しまれている。加えて、2015年（平成27年）にはフラワー長井線の最上川橋梁が「一世紀を超えても活躍を続ける鉄道橋」として、翌年の2016年（平成28年）にはJR左沢線の最上川橋梁が「母なる川」と「聖なる山」に見守られた日本最古の現役鉄橋」として、最上川との景観が「やまがた景観物語 おすすめビューポイント」に選定されている。

## 最上川橋梁（フラワー長井線）
通称荒砥鉄道橋。 南陽市と白鷹町を繋ぐフラワー長井線に位置し、白鷹町荒砥甲と鮎貝を結ぶ。 
1887年（明治20年）より東海道本線木曽川橋梁として使用されていたものである。設計はイギリス人のC・ポーナル。イギリスから技術と資材を輸入して建設された。
木曽川橋梁は1914年（大正3年）に2代目の橋が完成し、初代の旧木曽川橋梁を1921年（大正10年）〜1923年（大正12年）の期間で、現在のフラワー長井線である旧国鉄長井線に改造移設され、竣工した。1967年の羽越水害にも耐えた橋である。

## 最上川橋梁（左沢線）
山形市と大江町を繋ぐ左沢線に位置し、中山町と寒河江市の境界の最上川上に架かる。 
全錬鉄製の100ftの単線プラットトラス橋3連（中山町側）と150ftの単線ダブルワーレントラス橋5連（寒河江市側）の計8連からなる橋である。フラワー長井線に架かる最上川橋梁と同じく、東海道本線の初代木曽川橋梁を通過する蒸気機関車の大型化に伴う強度不足から橋梁の掛け替えを行うことになったため移設してきた背景があり、中山町側3連は1905年（明治38年）に架設された福岡県の九州鉄道・筑豊本線遠賀川橋梁を移設したもので、寒河江市側5連は1886年（明治19年）に架設された東海道本線の初代木曽川橋梁を移設されたものである。1921年（大正10年）に竣工した。 
2001年（平成13年）、部材連結部の摩耗に伴い弛緩した斜材の剛性を上げるアイバー圧縮と呼ばれる修繕工事が行われている。